# ريكوبا سودأمريكانا 2010
ريكوبا سودأمريكانا 2010 هو الموسم 18 من ريكوبا سودأمريكانا. أشرف على تنظيمه كونميبول، وكان عدد الأندية المشاركة فيه 2، وفاز فيه ليجا دي كويتو.